# Historiographie de Mai 68
Pour un article plus général, voir Mai 68.

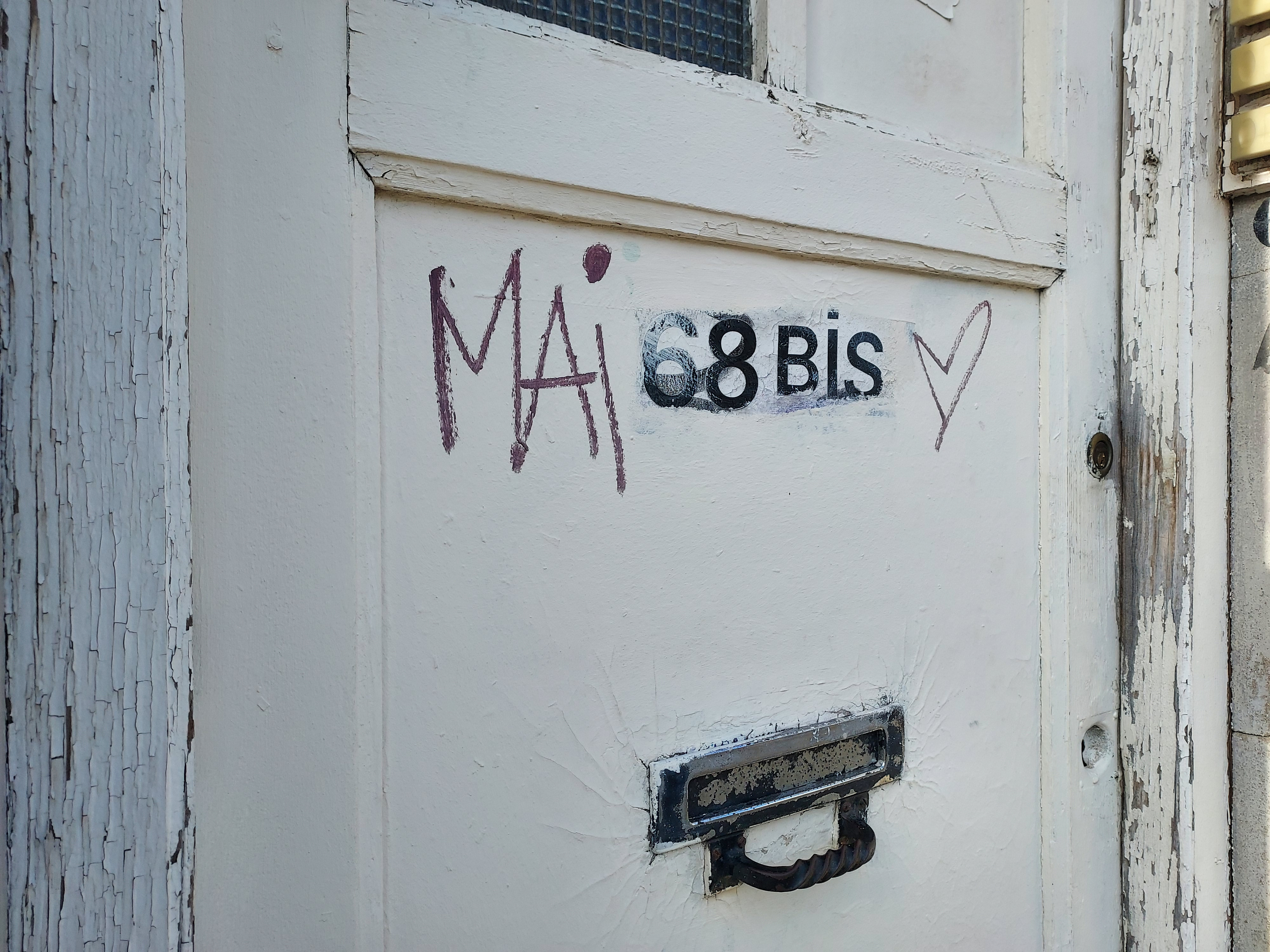
Mai 1968 reste ancré dans la mémoire collective française. Graffiti, août 2022, Lille.

L'historiographie de mai 68 en France recouvre les diverses interprétations des évènements, par les historiens et les chercheurs en sciences sociales, mais aussi, puisque ces évènements sont récents, de la part des acteurs de ceux-ci.
Ce travail d'historiographie s'est accéléré après la publication en 1994, un an avant les Grèves de 1995 en France, d'un article de l'historienne Isabelle Sommier dans la revue Sociétés contemporaines, qui est suivi l'année suivante par un réveil de l'activité militante en France, contre le plan Juppé de 1995, avec de grandes manifestations.
L'historienne analyse d'abord les documents audio-visuels diffusés par la télévision lors des anniversaires (1978, 1988, 1993), en particulier celui du quart de siècle, parmi lesquels les interviews des ex-gauchistes comme Daniel Cohn-Bendit, Alain Geismar et Alain Krivine, qui vont progressivement être dominés par une « nette propension à la focalisation sur le Mai étudiant, et plus précisément encore sur le Mai étudiant parisien, au détriment des grèves ouvrières », selon l'historienne Isabelle Sommier. Les débats se résument alors à parler d'un « phénomène de société » puis de la « révolution culturelle » à laquelle est ramenée de manière floue Mai 68.

## Les différentes vagues de publications
La seule évocation du titre des ouvrages publiés entre 1968 et 1978 permet selon Isabelle Sommier de mesurer le « chemin parcouru par les acteurs-auteurs dans leurs analyses de l'événement », passant de  « perspectives révolutionnaires qui semblent ne faire aucun doute » à des sentiments inverses.

### Les publications de l'immédiat après Mai 68
À l'automne 1968, la Bibliothèque nationale de France répertorie 124 livres sur le sujet, qui est déjà un « événement de papier » et pas seulement historique, selon l'historienne Michelle Zancarini-Fournel.
Dès le mois d'août, en plein été, l'Agence France-Presse titre sur Mai 68 devenu « un sujet littéraire » et dénombre une quarantaine de publications, parfois même qui servent de soutien au coup d'envoi de nouvelles collections se voulant dans l'air du temps, comme "Contestations" (Robert Laffont), "le Cours nouveau" (10-18). L'AFP note au même moment que « déjà plusieurs comités d'action se sont insurgés contre l'exploitation commerciale et idéologique du mouvement de mai faite par certains éditeurs et ont dénoncé cette attitude qui, dans le principe même, va à l'encontre des idées défendues par le mouvement de mai ».
Cet intérêt se poursuit l'hiver suivant, observe Pierre Viansson-Ponté dans Le Monde du 25 janvier 1969 estimant que « les historiens du vingt et unième siècle auront la tâcha facile : leur moisson est déjà prête. Ils n'auront que le souci de séparer le bon grain de l'ivraie ». Il passe en revue les livres de Lucien Rioux et René Backmann, journalistes au Nouvel Observateur, Christian Charrière, journaliste à Combat et de Jean Bertolino, grand reporter, « l'un des tout derniers parus » et salué car « lorsque l'enquêteur sait son métier, ce qui est le cas, il y a encore beaucoup à dire » car « les confidences recueillies à chaud, les textes rassemblés, les racines retrouvées apportent bien des éléments inédits et intéressants ».
Le journal signale aussi les livres respectifs de René Viénet et Eliane Brau, Enragés et situationnistes dans le mouvement des occupations et le Situationnisme ou la nouvelle internationale, accusés d'avoir une « prétention sans bornes et une soif de publicité sans limites » car ayant « tracé quelques graffiti sur les fresques et les murs de la Sorbonne, ils les ont photographiés, recopiés et les dissèquent à longueur de pages ».

#### Les récits détaillés de l'année écoulée

##### Les récits de l'été
Juste après Mai 68 sont publiés, sous forme de récit plus ou moins romancé, de nombreux livres de journalistes qui ont suivi de près les événements quasiment tous sur le campus de Nanterre. 
- Philippe Labro, coproducteur depuis 1964 de l’émission Caméra Trois sur la deuxième chaîne de l'ORTF, publie parmi les premiers Ce n'est qu'un début (livre), avec Édition spéciale (ORTF) pour donner une vue d'ensemble sur les événements en citant souvent Alain Touraine, de Nanterre.
- Sort aussi dès août 1968 La Révolte étudiante par Hervé Bourges, ex-ministre de l'Information algérien Bachir Boumaza. L'auteur conduit et présente essentiellement trois interviews de Cohn-Bendit, Geismar et Sauvageot.
- Deux des participants de la Nuit des Barricades du 10 au 11 mai 68, Pierre Andro et Alain Dauvergne, qui l'ont respectivement couverte pour Europe 1 et RTL, écrivent dans les mois qui suivent un "Le Mai de la Révolution"[5].

##### Les récits de l'automne-hiver
- Le succès est rapide pour Les trublions[6], sorti au tout début 1968 et centré sur le campus de Nanterre avant le 3 mai 1968, de Jean Bertolino, Prix Albert-Londres 1967 pour ses reportages sur le Vietnam et le Cambodge en guerre et sur la révolte des Kurdes en Irak, publiés dans le journal La Croix et repris dans la presse et un livre de 1968[7],[4].
- René Backmann, 24 ans, plus jeune journaliste du Nouvel Observateur et Lucien Rioux racontent les événements Mai 68[8] au jour le jour sur le campus de Nanterre, à la fin de l'année[8]. Le second y avait une petite amie étudiante[9]. Pour donner quelques échos du campus, l'hebdomadaire lui confie pour les 3 derniers numéros d'avril, une chronique baptisée "On en parlera demain"  rebaptisée "On en parlera aujourd'hui" à partir de mai[10],[4].
- Au quotidien Combat, Philippe Tesson, rédacteur en chef depuis 1960, qui lui a fait prendre un virage « Algérie française » envoie à Nanterre le jeune Christian Charrière qui se rapproche de Cohn-Bendit en le flattant dans un article du 28 mars, et publie son premier ouvrage Le Printemps des enragés, également centré sur le campus de Nanterre[11].
- Ladislas de Hoyos, de France-Soir, est aussi passé brièvement le 22 mars, sans faire d'article ni de livre, de même que le photoreporter en agence Gérard Aimé, qui avait couvert plus tôt dans la soirée le championnat de France de patinage artistique. Les clichés de ce dernier et de Gilles Caron ne seront mis à l'honneur que bien plus tard.
- Dominique Venner, écrivain et ex-militant de l'OAS, a donné un récit détaillé de Mai 68, en apportant la vision d'un militant d'extrême-droite[12].
- le poète Jean-Louis Brau a tenté de raconter le mouvement sous un angle européen, avec une enquête documentée[13].

##### Les témoignages de professeurs à Nanterre
Ce sont aussi deux professeurs de l'Université de Nanterre qui témoignent parmi les premiers des six mois de violences sur le campus au début de l'année 1968, avec des angles cependant différents.
- dès l'été 1968, Alain Touraine publie Le Communisme utopique aux éditions du Seuil, réédité en 1972, toujours sans photo de couverture puis en 1998 avec celle d'un graffiti "Jouissons sans entraves", photographié par Raymond Depardon en 1968, à deux pas de l'appartement de Daniel Cohn-Bendit, que l'auteur avait défendu pendant six mois et dont il fait un panégyrique.
- Derrière la vitre parait en 1970 sur un ton plus distancié et documenté. Dès novembre 1967, son auteur Robert Merle, professeur d'anglais à Nanterre, avait fait circuler une petite annonce sur le campus[14], dans le but d'effectuer une trentaine d'entretiens avec des étudiants d'origine et de profils différents[14]. Il conserve les notes prises lors des entretiens pour en faire une synthèse[14] non dénuée d'humour et légèrement romancée.
- Le recueil d'articles, conférences et  extraits d'études publiés peu après mai 1968, par le professeur  André Philip, Mai 68 et la loi démocratique .

##### Les témoignages en province
En région, des récits précis, au jour le jour et à chaud sont également publiés:
- par des syndicalistes comme La commune de Nantes publié chez Maspero en 1969  par le futur historien Yannick Guin, leader local de l’UNEF puis assistant en droit et témoin Mai 68 à Nantes, qui rejoindra ensuite l’équipe du maire PS de Nantes Jean-Marc Ayrault[15],[16].
- par des universitaires comme Max Gallo, maître-assistant à la faculté de Nice, ami du maoïste Jean-Marc Salmon, qui écrit l'essai, Gauchisme, Réformisme et Révolution, envoyé au philosophe Jean-François Revel, conseiller littéraire auprès de Robert Laffont, créateur de la collection "Contestations". Suivant l'actualité  au contact de ses étudiants, il affirme cultiver, comme Robert Merle à Nanterre, une distance idéologique raisonnable. Ce livre a bouleversé sa vie, par le début d'une carrière d'écrivain[17].

#### Les livres programmes des candidats à une révolution
Les quatre livres programmes des candidats à une révolution publiés juste après Mai 68 émanent tous de dirigeants du Mouvement du 22 mars, ou de leurs proches amis. Ils fondent dans la foulée trois nouveaux partis politiques qu'ils dirigent, dont l'un en Allemagne et qui opèrent ensuite en coordination. Les auteurs sont tous des amis proches, dont les souvenirs formeront l'essentiel de la trame des deux tomes de Génération publié en 1987.
- Henri Weber et Daniel Bensaid, deux dirigeants de la JCR publient les premiers Mai 68 : une répétition générale aux éditions Maspero[18].
- Daniel Cohn-Bendit écrit, également à l'été 1968, avec son frère Gabriel Cohn-Bendit [19] et avec l'aide de son ami nanterrois Jean-Pierre Duteuil Le Gauchisme, remède à la maladie sénile du communisme[20], commandé par les éditions du Seuil et les éditions Rowohlt : « La mise en avant du nom de Cohn-Bendit » par les médias durant Mai 68 « est si bien orchestrée, que nous n’avons plus besoin d’aller supplier un éditeur », y raconte-t-il. Les trois-quarts du texte ont été copiés dans des revues et rédigés en six semaines pour satisfaire à la commande de l'éditeur[19] mais le livre n'obtient cependant qu'une diffusion moyenne.
- Autre auteur immédiat, André Glucksmann, un des très nombreux contributeurs au journal Action, de Jean Schalit, dont le premier numéro, sorti le 7 mai, lançait un appel à la grève générale et à l'insurrection[21]. Devenu ami proche de Daniel Cohn-Bendit le 9 mai, il fait paraître en juillet chez Christian Bourgois un essai intitulé Stratégie et révolution en France 1968, dans lequel il soutient que jamais depuis un siècle un mouvement n'avait ressemblé d'aussi près à celui que Marx avait en tête en 1848[22],[23]. À l'instar d'Alain Krivine, qui dénonce « la trahison du PCF et du PS »[24], il explique l'échec du mouvement, par l'absence d’une force organisée[25].
- Alain Geismar, qui avait rallié le Mouvement du 22 mars le 8 mai, publie à la rentrée suivante Vers la guerre civile, un livre avec Serge July, qui l'a accompagné dans un voyage médiatique à Cuba [26]. La compagne d'un des auteurs cosigne l'ouvrage sous le pseudonyme de Erlyn Morane.

#### Les éditorialistes et polémistes
- Dans le Mai des prolétaires, Laurent Salini, éditorialiste à L'Humanité raconte les occupations d'usines et dresse un réquisitoire contre le gauchisme et sa prétention à constituer une "avant-garde révolutionnaire".
- Le polémiste Fonvieille-Alquier est sévère, évoquant Modèle:Ita pour critiquer les illusions des contestataires façon 68, observe Le Monde.
- L'écrivain Maurice Clavel, au contraire se veut un « illusionnaire » via un recueil d'articles parus surtout en mai-juin 1968, dans Le Nouvel Observateur et Combat, titré "Combat de Franc-Tireur pour une Libération" soit un collage des noms de deux quotidiens disparus.

### L'analyse de Raymond Aron
Durant l'été 1968, l'autre grand philosophe célèbre de l'époque en France, mais du côté des conservateurs libéraux, l'écrivain Raymond Aron, publie la Révolution introuvable, une recueil de ses analyses à chaud dans le quotidien Le Figaro, éclairées et approfondies par un entretien avec le journaliste de l'ORTF, le jeune et déjà très en vue Alain Duhamel . Objectif de ce livre de réflexion et d'approfondissement, «démythifier et désacraliser» Mai 68, en faisant de lui un fait historique à relativiser.
Raymond Aron estimera dans ses mémoires publiés en 1983, dans lesquelles il revient sur son activité d'éditorialiste au Figaro de 1967 à 1976,, puis republiées en édition intégrale en 2010, qu'il s'agit d'un évènement carnavalesque qui a "singé la grande histoire", et qu'il a exprimé une « crise générale de l’autorité et de l’obéissance ».

### Le Grand Bazar, de Cohn-Bendit, livre catalogue autopromotionnel
Début 1975 est publié en France Le Grand Bazar, une série d'entretiens avec Daniel Cohn-Bendit, réalisés par trois de ses amis en Allemagne, très vite rédigée par eux à Paris au moment où l'auteur espère pouvoir revenir en France, par le biais d'une invitation à l'émission « Apostrophes » et d'un contrat d'éditeur.
C'est son deuxième ouvrage, sept ans après celui de 1968, un temps suffisamment long pour permettre une réécriture avantageuse, et trois ans avant les livres d'historiens qui sortiront pour le dixième anniversaire. Le livre est une autobiographie, écrite en langage parlé, qui tient de l'hagiographie autopromotionnelle tout en se voulant un catalogue des idées de Mai 68, refondu et rénové pour en donner une image compatible avec la fin annoncée du gauchisme, dont l'auteur se présente comme un « carrefour », et teinté de quelques passages sensationnalistes. Le livre consacre ainsi un chapitre à la pédophilie et un autre au terrorisme, qui seront vertement critiqués pendant des décennies. Il n'obtient qu'une promotion et une diffusion limitées, avec des problèmes de calendrier dus à la difficulté de concrétiser l'invitation à l'émission Apostrophes, qui finalement ne suffira pas à lever l'interdiction du territoire de Daniel Cohn-Bendit.
C'est le premier document à promouvoir, et en couverture du livre, Daniel Cohn-Bendit face à un CRS devant la Sorbonne, une photo de Gilles Caron que le photographe, l'édition et la presse n'avaient jusque là jamais publiée, en raison d'une part de mise en scène de l'étudiant photographié.

### La phase de l'amertume et de la mise en garde
Le thème de l'amertume, individuelle ou collective, s'impose ensuite dans deux ouvrages au cours des années 1970:
- « Les Déclassés » par Jean-François Bizot;
- « Génération perdue » par Jacques Paugam.

Domine ensuite une série de livres mettant en garde contre les coûts de l'engagement :
- « Le Bonheur des pierres » par Claudie et Jacques Broyelle;
- « Les Dangers du soleil » par Jean-Pierre Le Dantec.

Puis viennent les premiers bilans économiques et sociaux :
- En 1978, peu après les législatives de mars perdues contre toute attente par la gauche, malgré deux années de rigueur imposée par Raymond Barre, un autre ex-révolutionnaire, Régis Debray publie Modeste contribution aux discours et cérémonies officielles du dixième anniversaire, aux éditions François Maspero, dans lequel il accuse l’esprit de 68 d'avoir contribué à américaniser son pays.

### La reconstruction de l'événement par la photo

#### Les choix de Poivre d'Arvor et Cohn-Bendit en 1975 et 1978
Une historiographie de Mai 68 par l'image va être nourrie et mise en valeur par les choix des photos effectués par Patrick Poivre d'Arvor et Daniel Cohn-Bendit en 1975 et 1978. Dans Le Grand Bazar, paru en 1975, Daniel Cohn-Bendit alors en Allemagne, présente l'image marketing d'une première commémoration décennale sous la forme d'un Mai 68 devenu « ludique et désormais dépourvu de toute visée politique », selon Isabelle Sommier. Le spectacle fourni par l'auteur dans son livre tranche cependant avec les images dramatique des barricades et des grèves que les journaux diffusent, le mettant en porte-à-faux, avec une diffusion qui reste encore plus modeste que celle de son premier livre en 1968.
La couverture du livre Le Grand Bazar reprend une photo de lui prise le 6 mai 1968 par Gilles Caron, pour l'Agence Gamma, Daniel Cohn-Bendit face à un CRS devant la Sorbonne qui n'avait encore jamais été publiée en raison d'un effet de mise en scène de l'étudiant photographié.
Trois années plus tard, le journaliste Patrick Poivre d’Arvor publie Mai 68, Mai 78, aux éditions Seghers et choisit en couverture une photo de Jean-Pierre Rey, qui devient célèbre à cette occasion, La Marianne de Mai 68 mais aussi diverses photos de Gilles Caron à l'intérieur de son livre, parmi lesquelles Daniel Cohn-Bendit face à un CRS devant la Sorbonne.
Patrick Poivre d'Arvor est alors depuis 1977, présentateur unique du journal de 20h sur la 2e chaine. Dès le 16 février 1976, il avait effectué un premier remplacement en tant que présentateur du 20 heures d'Antenne 2, après avoir été chef adjoint du service « politique intérieure » de France Inter à seulement 29 ans et chargé de la revue de presse à l'âge de 24 ans, une carrière politique météorite qui suit de peu celle qu'il avait débuté en politique, en étant vice-président du mouvement des républicains indépendants, un engagement dont il s'est souvenu par la suite dans les années 2000. Dans ce livre de 1978, il affirme s'être « nourri de l’encre des journaux » vendus au carrefour Saint-Germain et Saint-Michel et « avoir été un témoin passionné de ces folles semaines » vécues comme « l’explosion de liberté, de la fête, mais aussi des drames, de la violence, de la peur ». Il dit s'être associé à l’Agence Gamma pour « un album-souvenir (qui) retrace sa jeune et brillante carrière » car elle « s’est fait connaître » par « ses reportages photographiques sur les remous de cette année exceptionnelle, en France et dans le monde ».
La Marianne de Mai 68 est une jeune mannequin sans engagement politique, ni motivation très affirmée, Caroline de Bendern (en), qui porte plainte contre le photographe Jean-Pierre Rey dès 1978, après la republication de cette photo, pour défendre son droit à l'image car elle avait été déshéritée par son aïeul dès la photo publiée la première fois. Elle perd le procès, cette image étant considérée comme relatant un fait historique.

## Le recours au noir et blanc
Le recours au noir et blanc doit beaucoup aux grèves des imprimeries,, à l'issue desquelles Paris Match ne parvient à sortir un numéro au mois de juin 1968 sans quadrichromie, seulement en noir et blanc,. Ses photographes, qui dominent alors la profession, travaillent pourtant en couleur. Le journal utilise les photographies déjà prises, nombreuses, pour publier le premier un large récit rétrospectif dès le mois de juin, et ce choix sera fait à nouveau à chaque anniversaire par les rédactions des autres journaux, selon l'historienne Audrey Leblanc, en particulier en presse magazine, délaissant les avantages des photos de qualité faites en couleur par reporters comme Gilles Caron.
C'est en 1988 que cette ligne rédactionnelle est consacrée. L'idée assez réductrice mais puissante dans son expression visuelle,, renforcée par le recours au noir et blanc, que « le plus grand photographe de la plus grande agence de photographie française » a fait « la plus belle photo des événements les plus importants en France de la seconde moitié du XXe siècle » se propage, selon l'historienne Audrey Leblanc, et elle est magnifiée dans « la première synthèse importante sur le photojournalisme » selon elle, le livre Profession photoreporter. Vingt ans d’images d’actualité , publié en 1988 par le journaliste du Monde Michel Guerrin chez Gallimard en 1988,.

### Divergences avec les livres d'histoire
La technique du récit rétrospectif utilisé par Paris-Match dès le mois de juin, débouche sur des compilations et livres célébrant les grandes agences photographiques françaises, mais rarement dans les livres d'histoire, car elles « ont perdu leur valeur documentaire » et ont été ainsi déshistoricisées, selon l'historienne Audrey Leblanc, qui cite en exemple la photographie par Jean-Pierre Rey de "La Marianne de 68", qui « a porté des revendications révolutionnaires, gaullistes et toute sorte de récits contradictoires »,.

### L'anniversaire en 1978 à la télévision et dans la presse
Le Nouvel Observateur du 29 avril 1978 et du 6 mai 1978 puis L’Express du 8 mai 1978.
À la télévision en 1978, « le Mai parisien et étudiant occupe une place quasi-exclusive », selon Isabelle Sommier , avec un numéro spécial des dossiers de l'écran consacré à «68 dans le monde» le 2 mai 1978, tandis qu'une «Histoire de Mai», documentaire en quatre volets du journaliste du Figaro André Frossard est diffusé les dimanche 7, 14, 21, 28 mai 1978. Au même moment, Patrick Poivre d'Arvor, qui est alors depuis 1977, présentateur unique du journal de 20h sur la 2e chaine,  publie Mai 68, Mai 78, aux éditions Seghers et choisit en couverture une photo de Jean-Pierre Rey, qui devient célèbre à cette occasion, La Marianne de Mai 68 mais aussi diverses photos de Gilles Caron à l'intérieur de son livre, parmi lesquelles Daniel Cohn-Bendit face à un CRS devant la Sorbonne. Chacun des deux clichés sera sévèrement critiqué pour des raisons déontologiques.
Ce numéro spécial des dossiers de l'écran célèbre « l'imagination au pouvoir » et les graffitis muraux, effaçant ainsi des mémoires les affiches des écoles d'art, transformant l'ensemble de Mai 68 devient "une irruption poétique et imaginaire dénuée de sens politique, une fête estudiantine sans mention des grèves ouvrières", à l'initiative d'André Glucksmann, présent dans l'émission et félicité, dans Le Point pour avoir vanté les vertus anti- terroristes de la prise de parole. Précédé d'un "document bâclé, maladroit", en forme de "bouillie pour les chats", selon Le Monde, le débat qui suit, "arbitré d'une façon honteusement partisane" par Joseph Pasteur, est plein de "réticences", "tartufferies" et d'un "évident désir de noyer le poisson". André Glucksmann en est la vedette et dès le début estime que la question première est combien de temps Daniel Cohn-Bendit, son ami personnel, restera interdit de séjour en France. Le Monde observe que l'émission, en son absence, n'a pas imaginé d'inviter "d'autres leaders tels que Jacques Sauvageot ou Alain Geismar".Guy Hermier, pour le PCF, y évoque "l'importance respective des grèves ouvrières et des manifestations estudiantines", mais il est régulièrement interrompu par "des onomatopées exaspérées" d'André Glucksmann, qui accuse L'Humanité et le PCF d'avoir "informé" le gouvernement des dangers que représentait la présence parmi les manifestants de Daniel Cohn-Bendit.
L'émission amène Pierre Goldman à rédiger, en la regardant, un projet d'article rappelant ses "désaccords avec André Glucksmann". Il est alors pigiste ponctuel à Libération, où il a manifesté son désaccord avec le virage imprimé par Serge July. L'article sera publié après son assassinat dans le numéro d'octobre de la revue "Les Temps modernes", où sa mère Janine Sochaczewska, qui vient de revenir en France après trente ans en Pologne, a pris sa succession pour seconder Claire Etcherelli au secrétariat de rédaction. L'article est précédé d'un texte indiquant que Goldman amende ainsi "certaines des positions qu'il avait exprimées" dans son livre de septembre 1975 "Souvenirs obscurs d'un juif polonais né en France" pour y nuancer fortement "la répugnance" que lui "avait inspirée la révolte étudiante" et dont la mention visait en grande partie, en 1975, à ne pas apparaitre devant les jurés de la Cour d'assises comme un représentant de cette révolte.
L'historiographie de 1978, comme celle de 1977, vante la «belle histoire» raconté par le brave préfet Maurice Grimaud et sa lettre aux policiers, déjà raconté dans "Apostrophes" en 1977 via un dialogue mis en scène à distance avec Daniel Cohn-Bendit, selon lequel l'événement n'aurait causé aucun décès alors que les historiens feront état d'au moins six morts causés par la violence policière, dont un dans les rangs de la police.

### L'enquête romancée de 1987, "Génération"
Les 2000 pages de l'enquête Génération (histoire sociale et politique) d'Hervé Hamon et de Patrick Rotman sont publiées en 1987, une période « où s’accentue l’adaptation de la gauche au capitalisme » et obtiennent un succès médiatique puis de librairie, mais se focalisent sur les parcours individuels de personnalités, qui ont fait, depuis carrière, principalement des étudiants du Quartier latin, dans les mouvances des dissidents du PCF ayant créé en 1966 des partis d'extrême-gauche. Il est publié à l'époque d'un grand recentrage de la gauche sous l'égide de Michel Rocard et de la CFDT, d'où un « effet délétère », qui nourrit une "Pensée anti-68", selon le philosophe Serge Audier. Le livre encourage sans le vouloir une vision insinuant peu à peu que Mai 68 aaurait été « un accélérateur de carrière pour une poignée d’ambitieux ». Hervé Hamon a dirigé le magazine Politique Hebdo après Mai 1968 et Patrick Rotman a été militant des JCR.
Le livre devient « l’histoire idéalisée, l'histoire rêvée » d'une « bande de jeunes rocardiens », selon les mots de l’un d’entre eux, Régis Juanico. « Benoît Hamon était fasciné par cette génération qui avait tout trusté », selon Olivier Faure, lecteur comme Christophe Castaner de cette saga
Peu après se crée l’association Mémoires de 68, Le 4 août 1989, dont le but est collecter les archives et de les mettre à disposition du public, ce qui aboutit en 1993 à un « Guide des sources » baptisé « Mémoires de 68, guide des sources d’une histoire à faire », préfacé par l’historienne Michelle Perrot.

### Les nouveaux regards en 1998

#### L'ouverture des archives de la police en 1998
En mars 1998, le magazine L'Express révèle que Jean-Pierre Chevènement, le ministre de l'intérieur de Lionel Jospin a ouvert les archives sur cette période pour des motifs d'intérêt général et dévoile, trente ans après, toute une série de notes et rapports au préfet des services de police et des Renseignements généraux / Cette décision est prise à une époque où se prépare la reddition en vue de l'extradition en Allemagne de l'ex-terroriste Hans-Joachim Klein, discrêtement caché en France par son ami de jeunesse Daniel Cohn-Bendit, qui de son côté rentrera en France au même moment pour représenter les écologistes français aux élections européennes de 1999.
Par ailleurs, les historiens défrichent aux Archives nationales un dépôt  de 10 000 pièces sur Mai 68, qui devient par le biais de ce travail « Mai-Juin 68 », incluant aussi des tracts, des comptes rendus de comités d’action, de grève, de quartier, dont l'analyse par ces historiens fait apparaître un « nouveau visage à la contestation : plus longue, plus sociale, moins parisienne et plus transnationale ». 

#### L'analyse de Jean-Pierre Le Goff
Le livre Génération d'Hervé Hamon et de Patrick Rotman et sa couverture médiatique sont «une belle histoire racontée aux enfants, celles des vainqueurs, des vedettes», regrettera l'ex-68ard et sociologue Jean-Pierre Le Goff, qui en 1998 après publie un livre critique sur le thème de l'« héritage impossible » pour ces vedettes . Selon son analyse des conséquences à long terme de Mai 68, qui sera surtout développée à partir de 2013 dans des articles centrés sur ce sujet, une forme de «gauchisme culturel» l’aurait progressivement emporté, au prix « d'une dépolitisation de la société et d’une montée de l’individualisme ». Cette thèse avait déjà été défendue par le philosophe Gilles Lipovetsky, dans L'Ère du vide : essais sur l'individualisme contemporain en 1983   mais sous la forme d'annonce d'une future « seconde révolution individualiste » en cours, marquée par un néo-individualisme de type narcissique, amplifiant une perte de sens des grandes institutions collectives (sociales et politiques), et une culture « ouverte » à base de régulation des rapports humains (tolérance, hédonisme, personnalisation des processus de socialisation, éducation permissive, libération sexuelle, humour).

### La polémique de 2001 sur la pédophilie
À la fin janvier 2001, plusieurs grands journaux anglais, italiens et allemands alertent sur un texte pédophile de 1975 écrit par Daniel Cohn-Bendit, diffusés et commentés par la journaliste allemande Bettina Röhl, dont la mère, Ulrike Meinhof, cofondatrice de la Fraction armée rouge, s'est suicidée quand elle avait 14 ans. Les écrits pédophiles de Daniel Cohn-Bendit avaient été publiés aussi en 1976, peu après le suicide, dans le magazine culturel dirigé par son père, lui aussi accusé d'abus sexuels.
L'auteur reste silencieux près d'un mois, puis la polémique continuant le 22 février 2001 se confie à L'Express, Le Monde et Libération, pour évoquer  « le contexte des années 1970 » et des pages « dont nous devons avoir honte ». L'écrivain Sorj Chalandon rédige le lendemain un mea culpa de Libération sur des pétitions oubliées datant des années 1970, et L'Express publie les entretiens de deux anciens signataires, Philippe Sollers faisant part de ses regrets et Bernard Muldworf assurant être déjà anti-pédophile à l'époque et de la juriste Françoise Dekeuwer-Défossez, qui croit savoir que « Cohn-Bendit n'aurait sans doute pas été poursuivi à l'époque ». Pour atténuer sa responsabilité, l'article de Libération cite le slogan Il est interdit d'interdire !, mais pas son auteur Jean Yanne, et celui des situationnistes de 1966 en version tronquée, lui aussi interprété au sens sexuel, pour présenter « plus qu'une période », un « laboratoire », qui aurait été à lui seul « accoucheur » de « monstres ».
Au Journal de 20 heures de TF1, Cohn-Bendit dénonce une « chasse à l'homme » pour des écrits n'ayant selon lui « suscité aucune réaction » en 1975. Libération pourfend le même jour une « haine de Mai 68 qui n'a jamais abdiqué » dans un numéro consacrant six articles à l'affaire, dont ceux de trois « ex-soixante-huitards » (Romain Goupil, Serge July et Philippe Sollers), critiquant un « procès stalinien » visant selon eux Cohn-Bendit, celui de Romain Goupil étant même titré « J'ai envie de dire : oui, je suis pédophile ! ». Une semaine après, plusieurs des amis de l’élu écologiste signent une pétition titrée « Cohn-Bendit et mai 68 : quel procès ? ». « Écrits ou propos scandaleux, ceux de Cohn-Bendit ? Non, ceux d'une nécessaire explosion de parole », dit le texte, en estimant que la révolution sexuelle a d'abord appris aux enfants, aux adolescentes, aux femmes à dire « non ».
Le Monde et l'émission Arrêt sur images rappellent le vote de l'automne 1998 du parti écologiste pour le désigner comme leader de la campagne européenne, avant lequel la Ligue communiste révolutionnaire conseille aux journalistes français de lire la page en question du Grand Bazar, mais sans effet,. Invité, Jean-Michel Aphatie, explique que ces journalistes en ont reparlé pendant la campagne et décidé d'éviter le sujet et Serge July que son journal a de nouveau décidé d'éviter le sujet quand il a émergé en Allemagne.
Dès les jours suivant la diffusion du texte dans des journaux européens, Cohn-Bendit reçoit le précieux soutien d'une lettre de  parents des enfants des crèches alternatives où il fut aide-éducateur,,. Il déclare : « Prétendre que j’étais pédophile est une insanité. La pédophilie est un crime. L’abus sexuel est quelque chose contre lequel il faut se battre. Il n’y a eu de ma part aucun acte de pédophilie. » Il ajoute néanmoins que « ce texte, qui n'avait pas fait scandale à l'époque, est aujourd'hui insoutenable », et qu'il nourrit « des remords d'avoir écrit tout cela ».
Cette thèse avancée par Daniel Cohn-Bendit en février 2001 pour sa défense, voulant que l'opinion publique et les intellectuels aient été insensibles dans l'après-68 aux dangers de la pédophilie, est contredite par les milieux intellectuels ainsi que par la numérisation progressive des archives de la télévision et des journaux. L'émergence sur la scène publique des débats autour de la pédophilie « contraint les psychiatres et les psychanalystes à s’interroger de manière approfondie sur ce qui se passait en réalité » et à prendre en compte de manière plus sérieuse la parole des enfants, selon l'historienne Anne-Claude Ambroise-Rendu. La défense des suspects, même en cas de longue détention préventive, est alors « très minoritaire dans l'opinion publique », rappellera 19 ans plus tard le psychiatre Romain Pages et ne mobilise qu'une « poignée d'intellectuels », même si certains sont jugés prestigieux, selon Virginie Girod, docteure en histoire.

### Les publications de 2006-2008

#### La mode des dialogues père-enfant
L'historiographie de Mai 68 fait l'objet du premier livre de Raphaël Glucksmann, écrit avec son père André Glucksmann et mal accueilli par la critique, qui y voit « deux monologues parallèles, aussi suffisants l'un que l'autre, dans la pire tradition de l'essayisme poseur » , alors que la partie historique est réduite. La même année, l'ex-leader du SNESup en Mai 68 Alain Geismar dédie un livre de souvenirs à ses enfants, consacré à  Mai 68 tandis que Patrick Rotman, ex-militant de la Ligue Communiste et coauteur du livre "Génération" publie avec sa fille Charlotte Rotman, journaliste à Libération, un album intitulé "Les Années 68". C'est aussi l'année où parait un livre de Virginie Linhart, fille de Robert Linhart, « figure fondatrice du maoïsme à la française, au milieu des années 1960 », autre dialogue d'un "enfant de Soixante-huitard" avec son propre père, qui s'est réfugié dans le silence, et où l'auteur évique « les failles générationnelles » et une « sensibilité collective ».

#### Le roman de politique fiction
En 2008, Patrick Haas publie "Coup double sur mai 68", roman de politique fiction, ironique et iconoclaste, mettant en scène des étudiants qui assistent sagement aux cours alors qu'un insurrection prolétarienne se déroule.
L'auteur est directeur d'un journal spécialisé dans l'information et l'analyse stratégique pour la profession de la sécurité. Le livre est écrit en réaction à l'interminable article de Jacques Baynac  dans Le Monde du 30 avril 2008 à la gloire de son ami Daniel Cohn Bendit, sans préciser qu'il était lui aussi membre du Mouvement du 22 mars, et pour raconter une fois de plus l'occupation du 22 mars, en citant que brièvement quelques extraits confus d'un enregistrement sur magnétophone de l'époque.
La brouille entre Cohn Bendit et les « enragés » après la soirée du 22 mars 1968 est mise en scène dans ce roman, qui met en scène un héros qui avec sa bombe à peinture, graffite sur un mur «Jouir est devenu impossible, mourir sans attendre», inversion d'un slogan de l'époque dont il avait été l'un des auteurs quarante ans plus tôt. Deux ans plus tôt, Morgan Sportes a écrit un autre roman assez proche sur des anciens maoistes qui « commencent à se ranger des voitures » et « enterrent leurs idéaux et leurs cocktails Molotov », pour découvrir le plaisir, l'argent, et le pouvoir mais sont confrontés à un de leurs ex-camarades fidèles au passé, qui les fait chanter. Entre les deux romans, un essai d'André Glucksmann a tenté de faire lien, de manière plus sérieuse, entre deux générations plus ou moins concernée par l'événement, la sienne et celle de son fils Raphaël Glucksmann , coauteur de l'essai.

### En 2014, une contre-histoire de mai 68 suivie par d'autres
La thèse de sciences politiques soutenue en 2009 par Julie Pagis, chercheuse au CNRS en sociologie politique, débouche sur la publication en 2014 d'une contre-histoire de mai 68, contestant « la petite musique médiatique qui s’est installée au fil des décennies », en dénonçant au passage la question trop centrale du leadership d'une « poignée de figures », biaisée par l'accès « privilégié d’une partie d’entre eux aux médias ».
Sa thèse, s'appuyant sur une enquête scientifique auprès de 170 familles, est consacrée aux « trajectoires des soixante-huitards », éclairées par « l'origine de leur engagement ». Elle recueille un certain succès, annonçant ou inspirant plusieurs ouvrages publiés 4 ans plus tard, pour le cinquantenaire, comme celui d'une trentaine de chercheurs titré Changer le monde, changer sa vie, qui tentent de déconstruire, via des enquêtes de terrain « très denses », et des milliers de témoignages, l'historiographie construite depuis un demi-siècle.

### L'enquête de Bernard Brillant en 2015
En 2015, Bernard Brillant, docteur et agrégé en Histoire, publie une enquête récapitulative approfondie, s'appuyant sur de nombreux ouvrages oubliés des années 1970 et complétant aussi bien sa contribution à l'ouvrage collectif "Les Années 68. Le temps de la contestation", publié en 2000 que sa thèse soutenue en 2002".

### Un nouveau record du nombre de livres parus
L’hebdo des professionnels de l'édition « Livres Hebdo » a recensé 151 parutions sur Mai 68 en 2018. Bien plus que les autres années anniversaires, auxquelles on peut ajouter trois livres édités en Belgique.

#### Le rôle du 22 mars idéalisé ou relativisé
Comme à la fin de chaque anniversaire décennal, les articles fleurissent, mais de plus en plus tôt, dès le mois de mars, anniversaire de la fondation du 22 mars, et sur fond d'engagement de Daniel Cohn-Bendit dans la campagne présidentielle d'Emmanuel Macron l'année précédente.
Dès mars 2018, la rédaction de France Culture  observe que « dresser le portrait de trois figures emblématiques du mouvement du 22 mars » semble, cinquante après « peu satisfaisante d’un point de vue historiographique » car « l'un des problèmes de l’histoire de 1968 est qu’elle procède largement d’une construction ».

#### Les photos et mises en scènes démontées
Les acteurs des événements n'hésitent plus à critiquer leur mise en scène 50 ans après, comme Jean-Jacques Lebel, qui dénonce « une icône bidon, un mythe inventé par les journalistes, du fake news en images ! » à la republication de La Marianne de Mai 68, sur laquelle il figure dans le magazine féminin Elle alors que les magazines de l'époque, comme Paris-Match avaient privilégiée une jeune femme portant un drapeau noir,.

#### L'appel à témoignages de trois universitaires
Trois universitaires spécialistes de Mai 68 lancent alors un vaste appel à témoignages en partenariat avec Mediapart, journal qui a la particularité d'avoir fondé par Edwy Plenel, ex-militant de l'après-Mai 68. Ils accumulent 300 textes reçus puis font la sélection, dans une démarche d'histoire participative et dans l'espoir d'éviter la  succession de « confiscations, de raccourcis » déplorée depuis quelques années, et de comprendre « comment cet épisode extraordinaire est entré dans la vie de millions de personnes ordinaires ».

## Les causes et l'influence de l'événement, des dates divergentes

### Temps long ou temps court

#### Rupture brutale ou période 1963-1973?
Les récits des évènements de Mai 68 à la fin des années 1970 ont tendance à donner beaucoup de poids et d'influence à ceux-ci. Mai 1968 est dès lors classiquement considéré comme la date de la rupture entre la France "traditionnelle" - hiérarchique, catholique, paternaliste, conservatrice, puritaine, etc. - et la France "moderne" - libération des mœurs, simplicité dans les rapports sociaux ou familiaux, remise en cause des hiérarchies, etc.
Les interprétations plus récentes remettent les évènements dans la perspective d'un temps plus long. Pour Alain Geismar, l'un des leaders de mai 1968 : "Ce que j'appelle 68 ou plutôt la période dont 68 est l'acmé, commence avec lors de la grande grève des mineurs de 1963 et se termine avec la grève de Lip à Besançon en 1973 (..).".

#### Époque 1945-1975 ou période 1962-1981?
Certains universitaires incluent mai 1968 dans la période 1962-1981 (« 68, une histoire collective 1962-81 », Éditions La Découverte, 2008, écrit par un collectif de 60 chercheurs autour de Michelle Zancarini et Philippe Artières). D'autres choisissent une période plus longue 1945-1975 (« Mai-juin 1968 », Les Éditions de l’atelier, écrit par un collectif de 30 chercheurs autour de Dominique Damamme et Boris Gobille).

### Le discours sur une société "cadenassée" démystifié par les historiens

#### La période charnière plutôt vers 1965
Pour les chercheurs, selon le journaliste Eric Conan en 2008, « Mai fut moins cause de bouleversements que conséquence de changements profonds déjà opérés au milieu des années 60, comme l’avait pressenti le grand sociologique Henri Mendras qui avait déjà situé en 1965 la date charnière des grands changements de la société française (La Seconde Révolution française, 1965-1985, Gallimard). Ces travaux ruinent l’imagerie d’une société archaïque et cadenassées, soudainement libérée par la secousse de Mai : les hiérarchies traditionnelles, dans la famille, à l’école, avaient bien déjà bougé auparavant. 

#### L'âge de la sexualité avait baissé dès le début des années 60
Les historiens vont rappeler notamment en matière de liberté culturelle ou de mœurs : le facteur essentiel de la libération sexuelle – l’âge du premier rapport des femmes – avait chuté dès le début des années 60 et n’a guère bougé ensuite, ce qu’avalisé le Parlement en votant en 1967 la loi Neuwirth autorisant la contraception libre.
Les revendications des étudiantes pour avoir le droit d'inviter qui elles veulent, dans les résidences universitaires datent elles du début des années 1960, où elle deviennent récurrentes via une association comme la Fédération des étudiants en résidence universitaire de France, soutenue par l'UNEF et des élus locaux, pas de 1968.
Pour Jean-Pierre Le Goff (ancien soixante-huitard, sociologue au CNRS, auteur d’ouvrages sur Mai 68) : « Contrairement à ce qui est affirmé partout comme une évidence, Mai 68 n’est pas aussi modernisateur qu’il n’y paraît. La France des années 1960 n’était pas bloquée, mais au contraire travaillée par la modernité tout en étant encore imprégnée d’un héritage. C’est précisément dans cette contradiction qu’il faut chercher l’une des racines de l’évènement. Mai 68 représente un moment de pause, de catharsis dans une société qui a été soumise à des changements des plus rapides depuis la fin de la guerre. Elle remet en scène de façon largement fantasmatique tout un héritage révolutionnaire, s’interroge de façon critique et confuse sur les effets de cette modernisation. En pleine période d’expansion, le pays s’offrait le luxe d’une interrogation existentielle sur cette nouvelle étape de la modernité : « Voyons, sommes-nous heureux ? » ».

## Importance de l'événement
Certains considèrent mai 1968 comme un véritable mouvement révolutionnaire, qui aurait pu réussir car il a emporté l'adhésion de la majorité des Français et a fait vaciller le pouvoir (le voyage de de Gaulle à Baden Baden en serait un exemple). À l'opposé, d'autres minimisent l'évènement. Le philosophe Alexandre Kojève aurait estimé qu'une révolution sans mort n'était pas une révolution.
Le philosophe Raymond Aron fait partie de ceux qui ont assez tôt exprimé la nécessité de relativiser l'événement.

## Sociologie de l'évènement

### Une génération ou plusieurs, Paris ou Province, étudiants et salariés
Hervé Hamon et Patrick Rotman (dans l'ouvrage de 1987-1988 Génération (histoire sociale et politique)) considèrent qu'il s'agissait d'un mouvement générationnel (les baby-boomer) du Quartier latin, selon des interprétations de leur livre, alors que son premier tome a approfondi l'enquête jusqu'aux origines du mouvement, la création sept ans plus tôt d'un Front universitaire antifasciste, en pleine guerre d'Algérie, où ont milité une grande partie des personnages de leurs deux tomes.
Ce à quoi Alain Geismar a répondu en 2008 que, "durant ces dix ans (1963-1973), ce sont toutes les couches de la population qui participent aux actions". Le mai 68 marseillais a par exemple été longtemps « occulté parce que la mémoire de mai 68 a été construite par les têtes d’affiches parisiennes », dont la quarantaine de biographies constituent l'ossature du livre Génération d'Hervé Hamon et Patrick Rotman, « un petit groupe, parisien, d’origine plutôt bourgeoise et poursuivant de brillantes études » avant Mai 68. Génération (histoire sociale et politique) ne consacre cependant que deux pages sur les deux mille de ses deux tomes à l'épisode du 22 mars à Nanterre, alors que celui-ci sera dans les décennies suivantes l'objet d'énormes et souvent imprécises commémorations médiatiques, passant à côté des événements beaucoup plus massifs quelques semaines plus tôt, côté étudiants, lors du Mai 68 en Auvergne, du Mai 68 en Provence et du Mai 68 à Nantes et côté ouvriers lors du Mai 68 à Caen.
Ce débat est enrichi par un autre historien en 2007, Xavier Vigna, fort de son étude pionnière sur la mobilisation des ouvriers menée à partir d’archives inédites, qui renforce le rôle des mobilisations ouvrières et régionales dans l'analyse des événements, y compris dans les petites entreprises.
L’année suivante, l'historienne Michelle Zancarini-Fournel estime elle aussi que l'année 68 s'est révélée une des « plus agitées socialement depuis la fin de la Seconde Guerre mondiale » ,. Avec son confrère Philippe Artières, elle soulignera aussi sept ans plus tard, dans une compilation de recherches encore plus large, que «Du Vietnam à la Tunisie, de l’Algérie à l’Iran, des Pays-Bas au Japon, du Mexique au Québec, les jeux d’écho sont nombreux et témoignent d’une évidence oubliée»,.
Pour l'historien Philippe Artières cité par le quotidien Libération en 2018, l'événement est « avant tout des gens qui ont fait grève pendant plusieurs semaines » dans une France affectée par des pénuries, en bref « un mouvement social » conflictuel qui avait été jusque-là « trop culturalisé, esthétisé ».

### Résistance, religions et Guerre d'Algérie
Mai 68 a lieu dans une période où la foi chrétienne est encore très implantée en France, tandis que le souvenir de la Résistance et de la Shoah est tout récent.

#### Les Jeunes chrétiens dopés par leur revanche de décembre 1967
À partir du milieu des années 1960, la Jeunesse ouvrière chrétienne et la Jeunesse étudiante chrétienne deviennent des forces d'opposition au sein de l'Église catholique qui tente comme elle peut de contrôler cette ébullition. Ce sont les jeunes chrétiens qui les premiers font scission de leur organisation, fort d'une position majoritaire, en novembre 1965 à la suite de leur exclusion de 1965, alors que les jeunes de l'Union des étudiants communistes ne feront de même que quelques mois plus tard, avec la création de la Jeunesse communiste révolutionnaire le 2 avril 1966 puis de l'UJCml (maoiste) par un congrès de janvier-février 1967 .
En 1965, la crise de  la JEC et la JECF  les oppose à la hiérarchie des évêques, avec le soutien de mouvements de chrétiens animés par des laïcs et des aumôniers , qui veulent « exercer leurs responsabilités de manière autonome ». En 1965, il y a 20 000 militants à la JEC, ils ne sont plus à la fin de la décennie que 10 000 dans les lycées et universités.
Le Monde publie à cette occasion une page restée célèbre, dans laquelle l’ultimatum des évêques à a Jeunesse étudiante chrétienne et ses leaders Henri Nallet et Nicolas Boulte, avec les réactions, est « exposé sur trois colonnes », tandis que les trois autres colonnes relatent des divergences qentre l’Union des étudiants communistes et la direction du Parti communiste français.
Les jeunes oppositionnels chrétiens refusent l'ultimatum de leur évêque et à la suite cette réponse négative de la majorité des équipes dirigeantes garçons et filles (15 contre 12 à la JEC, 13 contre 5 à la JECF 19), la hiérarchie exige en mars 1965 la démission des opposants.
Les oppositionnels, menés par Henri Nallet et Nicolas Boulte sont alors fondateurs en novembre 1965 de la Jeunesse universitaire chrétienne. L'année précédente, c'était le syndicat chrétien CFTC qui vivait lui aussi une scission: les oppositionnels de gauche menés par Eugène Descamps, largement majoritaires mais confrontés aux évêques, fondaient la CFDT.
À la JEC et la JECF, de nouvelles équipes nationales sont ensuite imposées par la hiérarchie, respectivement présidées par Jacques Vercamen à partir de 1966, et par Thérèse Savès à partir de 1967, pour refonder sur une base strictement apolitique mais l’ultimatum des évêques est mal ressenti et les représentants des régions et départements s'y opposent. Lors d’un conseil national rassemblant toutes les régions, le 2 décembre 1967, une majorité met en minorité les nouvelles équipes nationales, impose leur renouvellement et la réunification de la JEC et de la JECF en un seul mouvement, dirigé par Jean-Pierre Sueur, Jean-Paul Ciret, Claire Ival, Christiane Card, Alain Thouvenot, Jean-Marie Giscard, Monique Bonnet, soutenus par Monique Pontier et Pierre Rosanvallon, responsables des classes préparatoires. Parmi eux aussi, Patrick Viveret, considéré comme "l'intellectuel organique du PSU"  par , qui « était étudiant en philosophie à Nanterre et résidait à la Résidence universitaire de Nanterre » depuis deux ans. Pour lui, le « mouvement du 22 mars » n'a fait que suivre l'ébullition qui  « venait de beaucoup plus loin, toute l’année 1967 avait déjà été une année de mouvements très importants à l’université », en particulier les actions contre la discrimination dans cette : « nos camarades femmes , comme on disait à l’époque, ont souhaité qu’il y ait une invasion pacifique de leur bâtiment pour lutter contre cette discrimination » . À l’université de Nanterre, où la grève de novembre 1967 est menée par le militant chrétien Philippe Meyer, Patrick Viveret a rencontré le P. Écoutin, prêtre-ouvrier qui l'a influencé mais il a gardé ses distances avec l'extrême-gauche.
De son côté, la Jeunesse ouvrière chrétienne, principalement composé d'adolescents et de très jeunes adultes est de plus en plus active et réfléchit à la possibilité de devenir un mouvement mixte. L'éducation sexuelle fait partie des nombreux thèmes son « rassemblement Paris 1967 » qui compte 50 000 participants. La Jeunesse étudiante chrétienne est également très implantée malgré la rupture du milieu des années 1960 avec l'Église, consécutive à l'embauche du journaliste progressiste Georges Hourdin pour créer leur journal, Le Cri, qui prend des positions innovantes pour l'époque..
Lorsque le mouvement de Mai 68 démarre, la Jeunesse étudiante chrétienne publie trois exemplaires d’un journal baptisé Messages , imprimé sur rotative et tiré à plusieurs centaines de milliers d’exemplaires. Un article de Patrick Viveret, dans le premier numéro en offre la tonalité par le titre « Nous refusons d’être sages ».  Le syndicaliste Paul Vignaux, instigateur de la déconfessionnalisation de la CFTC en 1964 est en contact permanent avec l'équipe de la JEC. Jean-Paul Ciret racontera cet épisode dans Les Étudiants, la politique et l’Église, livre paru en 1970 aux éditions Fayard. Côté monde rural, la Jeunesse agricole catholique (JAC), qui venait de se transformer en" Mouvement rural de la jeunesse chrétienne" (MRJC) , annule le grand rassemblement  « Zoom 68 », prévu en 1968 à Grenoble en raison des évènements de Mai 68.  Le 21 mai un groupe de 14 personnalités protestantes appellent à soutenir le mouvement, et ce sont 100 prêtres qui se déclarent à leur tour solidaires trois jours plus tard. Le foyer chrétien "Saint-Yves" de l'aumônerie de droit, du 15 Rue Gay-Lussac est  au cœur du quartier des barricades a joué un rôle central dans la contestation, tout comme celui de la Rue Saint-Guillaume.

#### L'effet de loupe sur l'origine juive des leaders des JCR
Selon une rumeur ancienne, le journal Le Monde, à l'occasion du vingtième anniversaire de mai 68, en 1988, aurait publié un article intitulé : “Le mouvement de mai 68 fut-il une "révolution juive?" en affirmant que la proportion de Juifs dans le mouvement de 1968 était importante. Dès 1975, dans son autobiographie, Daniel Cohn-Bendit, lui-même issu d'une famille juive disait « les juifs représenteraient une majorité non négligeable, si n’est la grande majorité des militants ».
Le court article dans Le Monde est en fait consacré à un colloque organisé par revue culturelle Passages qui vient d'être créée par des intellectuels juifs de gauche mais se voulant « indépendante de « toutes les institutions et de tous les lobbys, juifs ou autres ».
Le Monde explique que « plusieurs personnalités politiques et historiens ont tenté de répondre à la question : pourquoi y avait-t-il autant de juifs parmi les dirigeants du mouvement étudiant de mai. Ou plutôt : y avait-il un lien cohérent entre cet engagement et leur origine juive ? » . Le Monde évoque les différentes réponses des participants et conclut l'article en estimant que « Si l'on peut trouver un lien entre l'engagement d'un grand nombre de juifs et leur origine, cet angle unique est toutefois apparu restrictif à la majorité des participants au colloque ».  Parmi eux, il cite  Alain Geismar, autre leader juif du Mouvement du 22 mars, pour qui cette dimension  « n'agitait ni le gros du mouvement, ni ses dirigeants », Henri Weber, dirigeant national des JCR, pour qui « tout particularisme était effacé dans les mouvements révolutionnaires », ou encore l'historien Benjamin Stora pour qui « l'affirmation de sa judaïté au grand jour » a souvent été combinée avec « un engagement politique parfois contradictoire, notamment au moment du développement de la solidarité avec les Palestiniens » lors des migrations consécutives à la guerre des Six jours à la fin de 1967.
Pour l'Israélien Yair Auron, qui consacre un livre à ce thème en 1998, ce sont plus précisément les leaders de mai 68 qui sont liés en grand nombre à la communauté juive,. Plus précis encore, le journaliste Christophe Nick estime qu'il s'agit en fait des principaux cadres du mouvement trotskyste JCR, soit seulement l'un de ceux impliqués dans les événements de mai 68. Ces derniers appartiennent à la communauté juive ashkénaze.
À Nanterre, selon l'ex-militant Jacques Tarnero, beaucoup de leaders étudiants d'extrême gauche étaient juifs, enfants de déportés, de communistes, résistants, FTP, MOI parfois. À la JCR « la dominante était très nettement ashkénaze sans que cette appartenance n’ait eu à l’époque une quelconque importance » a rappelé l'un des militants, Jacques Tarnero, car« les identités d’origine avaient peu d’importance ». Au foyer de la Résidence universitaire de Nanterre, il se souvient avoir suivi à la télévision « les foules arabes de l'Atlantique au golfe persique, communier dans même désir de destruction de l’État juif » alors que « les étudiants arabes affichaient leurs sympathies symétriquement opposées », même si « beaucoup d’entre eux étaient des copains proches ». Jacques Tarnero est ensuite parti en Israël au dernier jour de la guerre, le 12 juin 67, avec deux autres étudiants de la Résidence universitaire de Nanterre, comme "mitnadev" (bénévoles et volontaires pour Tsahal, l'armée israélienne). Il se souvient que beaucoup d'étudiants de Nanterre-la-rouge firent le même voyage, certains avec des arrière-pensées racistes.  Il passe par divers kibboutzim de gauche, laïques, et croise des étudiants de Nanterre.

#### La Résistance, Manouchian et la guerre d'Algérie: les liaisons familiales
Les historiens ont relativisé la dimension judaïque et montré qu'elle était surtout recoupée par l'adhésion au combat contre la guerre d'Algérie, terminée six ans seulement avant Mai 68, et la Résistance, éloignée d'une vingtaine d'années seulement, à laquelle ont appartenu les parents d'une grande partie des militants les plus engagés physiquement en Mai 68.
La révolution algérienne avait marqué l'Université et, six ans après l'indépendance, les clivages, opposition ou soutien à l'OAS et au FLN étaient présents dans les esprits, selon Alain Lenfant, qui préside l'UNEF à Nanterre ou des filles de résistants (Isabelle Saint-Saëns, Danièle Schulmann) sont présentes lors des affrontements avec Occident. Pour les éviter, des services de guet et de défense sont mis en place . Lors du Mai 68 à Toulouse, les contestataires se battent avec les étudiants en droit, militants de la FEN, pro-Algérie française et fondée en 1960 en pleine guerre.
La question revient sur le devant de la scène en 2013 quand la chercheuse Florence Johsua précise à son tour dans un documentaire destiné à Public Sénat, “Et nous vengerons nos pères”, que 10 étudiants sur 12 au bureau de la JCR sont juifs, alors que l'un d'eux, Daniel Bensaïd, a déjà écrit en 2004 la même chose que Christophe Nick. À la JCR, beaucoup ont des parents ashkénazes, souvent des Polonais morts dans les camps, selon Florence Johsua, qui a rencontré ceux qui ont eu pour école politique les colonies de vacances de la “Commission centrale de l'enfance” (CCE), destinées en priorité aux orphelins de la Shoah. Ces anciens pensionnaires de la CCE, ont en tête l’héroïsme de la guerre d’Espagne et à l’histoire du groupe Manouchian de résistants juifs parisiens des Francs-tireurs et partisans - Main-d'œuvre immigrée, dont la référence, souvent d'origine familiale, est prépondérante à l’extrême-gauche en Mai 68. Les étudiants issus de familles juives sont parmi les plus actifs dans les confrontations de rue avec Occident (mouvement politique). Beaucoup d'entre eux, adolescents lors de la guerre d'Algérie, ont perçu la répression, en en parlant avec leur famille, comme dupliquant celle de la Gestapo, et les dizaines de meurtres d'Algériens du 17 octobre 1961 comme une répercussion de la rafle du Vel' d’Hiv' contre les juifs.
C'est encore plus vrai pour les fils de résistants, parmi lesquels les deux principaux leaders du mouvement lycéen en Mai 68, Maurice Najman et Michel Recanati. Le second dirigera la branche jeune des JCR et le premier celle d'une autre mouvance, les "pablistes", ralliée au PSU en 1974, avec le futur journaliste Nicolas Baby, fils d'une résistante du Groupe Combat, confondatrice des Temps modernes et Joël Grynbaum fils de Francs-tireurs et partisans.
Tous les quatre ont fondé en 1967 les trois premiers comités d'actions lycéens en 1967, sur la base des "Comité Vietnam", Maurice Najman et Michel Recanati au lycée Jacques Decour, Nicolas Baby à Henry IV et Joël Grynbaum au lycée Turgot. Vers 1966-1967, le mouvement contre la guerre du Vietnam déclenche des heurts avec l'extrême droite au Quartier latin, des manifestations et contre-manifestations presque quotidiennes, populaires dans la jeunesse au Quartier latin, qui servent à l'autre branche de ce combat, les maoïstes des Comités Vietnam de Base recruter des lycéens, parmi lesquels un grand nombre de fils de résistants, tels que, du côté des maoïstes de l'UJCml, Charles de Choiseul-Praslin[Lequel ?], Maurice Brover et Jean Paul Cruse, qui forment le noyau dur, avec Antoine de Gaudemar, futur cofondateur de Libération, des premières actions spectaculaires de lycéens du groupe maoïste Gauche prolétarienne dès 1969. Tous trois n'ont pas connu leur père : Brover est le fils , de Maurice Brover-Rabinovici, un résistant du groupe Manouchian fusillé en 1944, Pralin d'un marin des Forces françaises libres mort au combat à La Rochelle, et Cruse d'un résistant parachuté pour encadrer des maquisards dans la Drôme. Cruse racontera en 2009 que le Comité Vietnam de Base du lycée Louis-le-Grand, où il est élève (avec Antoine de Gaudemar, regroupait 150 élèves.
Leur mentor est Pierre Boisgontier, condamné à huit mois de prison pour désertion en Algérie en 1961 puis leader des grèves à Grenoble en Mai 68 avec Volodia Shahshahani, fils d'un journaliste iranien persécuté par Téhéran, et Pierre Blanchet. Français libre, commandant dans la 2e division blindée, le père de Blanchet est tué durant la campagne de Normandie et son fils adopté par son frère d'armes Georges Buis. Chasseur alpin des troupes de choc, celui de Boisgontier a péri en 1940 dans les combats contre l’invasion allemande, qui ont fait 100 000 morts, en particulier dans la région de Grenoble, place forte de l'insurrection lycéenne dès le 4 au 6 mai 1968 avec un millier de manifestants puis 3000  qui se heurtent violemment à la police,.
D'autres figures prestigieuses de Mai 68, incarnant un idéal de courage physique, sont très liés à l'anticolonialisme, comme Gilles Caron, le photoreporter héros du Vietnam, mais aussi du bidonville de Nanterre dès mars 1968, condamné lui aussi pour insoumission en Algérie où il servait comme parachutiste ou Jacques Rémy, dont le frère parachutiste est mort en  en Algérie. Jacques Rémy avait été recruté pour succéder à Pierre Goldman, autre fils d'un résistant du groupe Manouchian, à la tête du service d'ordre de l'UNEF lorsque ce dernier est parti rejoindre la guérilla au Venezuela.
Après Mai 68, la violence continue dans ces lycées  et dérape, provoquant une répression policière et la renaissance du Secours rouge, institution des années 1930, qui s'était convertie en « Secours populaire ». Pour la recréer, les militants de Mai 68 vont au début de l'année 1970 chercher d'anciens résistants à la retraite comme Charles Tillon, Jean Chaintron, Eugénie Camphin, mère de deux mineurs fusillés lors de la grève de 1941 et Roger Pannequin, tous exclus du PCF, dont les noms prestigieux permettent d'embrigader au passage le philosophe Jean-Paul Sartre. Ces grands noms de la Résistance vont prendre leurs distances un an après, lors des violences de mars 1971.
La politiste Julie Pagis a montré par une thèse en 2009 puis un livre publié en 2014, l'année suivant le documentaire de la chercheuse Florence Johsua, que l'influence familiale, directe ou indirecte, via un « sentiment d’appartenance à des minorités persécutées », juives ou résistantes, ou les deux, débouchant sur « la politisation précoce de ces militants » lors de la guerre d'Algérie. Via son questionnaire sur le mai 68 des anonymes, elle a enquêté auprès de 167 familles d’anciens de 1968. Parmi eux, beaucoup ont choisi de ne pas répondre à la question sur l’origine juive. Seuls 17% ont précisé qu’ils étaient issus de familles juives, mais les trajectoires militantes de dizaines de participants du Mouvement du 22 mars, montre que leur origine juive est cependant liée à une histoire partagée. « À rebours des interprétations psychanalytiques qui ne voient en Mai 68 qu’une rébellion de jeunes contre leurs parents, l’enquête fournit la preuve du poids des transmissions familiales », écrira-t-elle.

### Historiographie de Mai 68 en photos
L'historiographie de plusieurs photos qui n'ont émergée comme symboliques de Mai 68 qu'une décennie plus tard a été entreprise dans les années 2010, faisant apparaître leur anachronisme, et des problèmes de droits d'auteur ou de droit à l'image.
- Daniel Cohn-Bendit face à un CRS devant la Sorbonne (photographie publiée en 1978)
- La Marianne de Mai 68 (photographie mise en avant en 1978 et 1988)

### Historiographie de Mai 68 en slogans
L'historiographie de plusieurs slogans parfois présentés dans les années 2000 comme emblématiques de Mai 68 a révélé des surprises, leur origine, leur portée et la façon dont ils sont reproduits des décennies plus tard ayant été contestée.  
- Vivre sans temps mort, jouir sans entraves, parfois présenté comme un des slogans de Mai 68 est en fait le titre du manifeste situationiste de 1966.
- Il est interdit d'interdire !, parfois aussi présenté comme un des slogans de Mai 68 a en réalité pour auteur, Jean Yanne.
- Nous sommes tous des Juifs et des Allemands, un des slogans de Mai 68 qui n'a pas donné lieu à la production d'une affiche, fut inspiré par un éditorial de Minute.